# Jan Pesman
Jan Sijbrand Pesman (ur. 4 maja 1931 w Stedum, zm. 23 stycznia 2014 w Delfzijl) – holenderski łyżwiarz szybki, brązowy medalista olimpijski.

## Kariera
Największy sukces w karierze Jan Pesman osiągnął w 1960 roku, kiedy podczas igrzysk olimpijskich w Squaw Valley wywalczył brązowy medal w biegu na 5000 m. W zawodach tych wyprzedzili go jedynie Wiktor Kosiczkin z ZSRR oraz Norweg Knut Johannesen. Na tych samych igrzyskach był też dwunasty na dystansie 10 000 m, a bieg na 500 m ukończył na 33. pozycji. Nigdy nie zdobył medalu mistrzostw świata, jego najlepszym wynikiem było piąte miejsce na wielobojowych mistrzostw świata w Oslo w 1959 roku. W tym samym roku piąte miejsce zajął również podczas mistrzostw Europy w Göteborgu. W 1960 roku zakończył karierę.